# Щербина, Александр Кузьмич
Алекса́ндр Кузьмич Щерби́на (род. 25 января 1931, Зиновьевск) — советский легкоатлет, специалист по спортивной ходьбе. Выступал за сборную СССР по лёгкой атлетике в 1960-х годах, обладатель бронзовой медали чемпионата Европы, призёр Кубка мира в личном и командном зачётах, призёр первенств всесоюзного значения, участник летних Олимпийских игр в Риме. Мастер спорта СССР.

## Биография
Родился 25 января 1931 года в Зиновьевске.
Занимался лёгкой атлетикой в Тбилиси, состоял в добровольном спортивном обществе «Спартак».
Впервые заявил о себе на всесоюзном уровне в сезоне 1960 года, когда в ходьбе на 50 км выиграл бронзовую медаль на чемпионате СССР в Москве. Попав в состав советской сборной, удостоился права защищать честь страны на летних Олимпийских играх в Риме — в программе ходьбы на 50 км показал результат 4:31:44, расположившись в итоговом протоколе соревнований на четвёртой строке.
В 1961 году стал серебряным призёром в ходьбе на 20 км на домашнем чемпионате СССР в Тбилиси.
В 1963 году получил серебро в дисциплине 50 км на чемпионате страны в рамках III летней Спартакиады народов СССР в Москве — уступил здесь только москвичу Анатолию Ведякову.
На чемпионате СССР 1965 года в Атлма-Ате взял бронзу на дистанции 20 км, тогда как в гонке на 50 км пришёл к финишу вторым позади Геннадия Агапова. Они с Агаповым стали первыми в истории ходоками, кому удалось преодолеть 50-километровую дистанцию быстрее четырёх часов. Агапов установил здесь мировой рекорд 3:55:36, а Щербина показал лучший в своей карьере результат 3:57:28.
В 1966 году в ходьбе на 50 км Александр Щербина завоевал бронзовые награды на чемпионате СССР в Одессе и на чемпионате Европы в Будапеште.
В 1967 году в дисциплине 50 км выиграл бронзовую медаль на чемпионате страны в рамках IV летней Спартакиады народов СССР в Москве. На Кубке мира по спортивной ходьбе в Бад-Зарове финишировал третьим в личном зачёте 50 км и тем самым помог своим соотечественникам стать серебряными призёрами в общем командном зачёте (Кубок Лугано).

## Награды
- Медаль «За трудовое отличие» (16.09.1960) — за успешные выступления в XVII летних и VIII зимних Олимпийских играх 1960 года, а также за выдающиеся спортивные достижения[5]